# Berville-la-Campagne
Berville-la-Campagne település Franciaországban, Eure megyében. Lakosainak száma 265 fő (2022. január 1.). Berville-la-Campagne Barquet, Collandres-Quincarnon, Émanville, Faverolles-la-Campagne, Louversey és Romilly-la-Puthenaye községekkel határos.

## Népesség
A település népességének változása:
| Lakosok száma | 117  | 147  | 131  | 137  | 211  | 240  | 245  | 255  | 258  | 265  |
|               | 1968 | 1982 | 1990 | 2006 | 2013 | 2015 | 2017 | 2019 | 2020 | 2022 |